# Helipuerto de Algeciras

i8
i11
i13

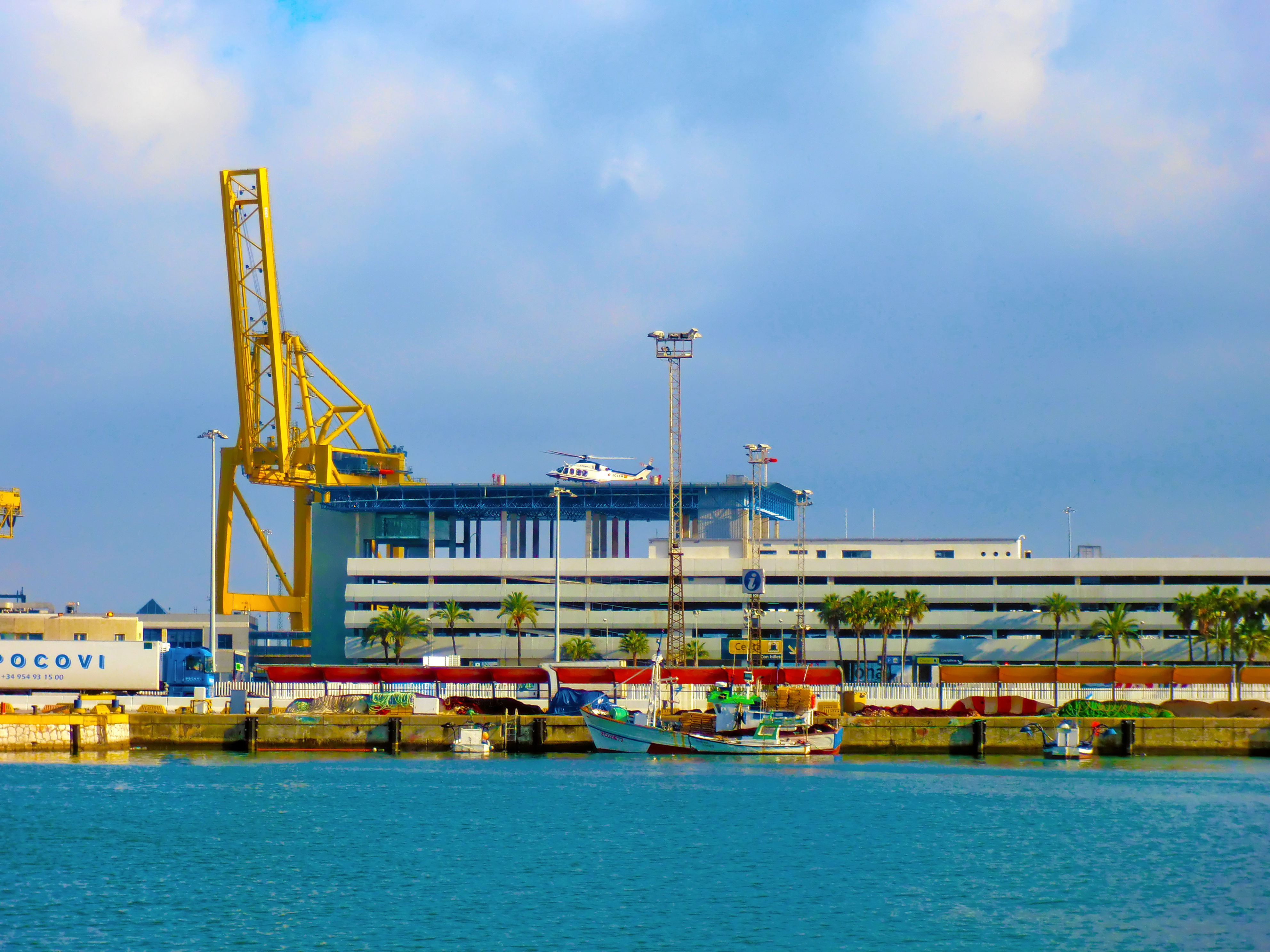
Im Bau

Der Helipuerto de Algeciras (ICAO-Code: LEAG) ist ein Verkehrshubschrauberlandeplatz im Hafengebiet der Stadt Algeciras im Süden der spanischen Provinz Cádiz in der Autonomen Region Andalusien.
Der am 1. Juli 2010 in Betrieb genommene Hubschrauberlandeplatz wird vom Flughafenbetreiber Aena betrieben.
Das Passagierterminal und der Hubschrauberlandeplatz sind in zwei Bereiche unterteilt. Das Terminal ist Teil der bestehenden Hafenanlage von Algeciras und der 2400 m² große Helipad wurde als Plattform 30 Meter über dem Boden auf dem Parkhaus errichtet und ist durch überdachte Gehwege mit dem Terminal verbunden.
Der Heliport befindet sich rund 500 Meter vom Eisenbahn- und Busbahnhof Algeciras entfernt. Dieser Heliport ist der zweite in Spanien, der von Aena gebaut und betrieben wird. Er dient hauptsächlich dem Linienflugbetrieb zum Heliport der spanischen Stadt Ceuta in Nordafrika.

## Verkehrszahlen
| Jahr  | Fluggastaufkommen | Luftfracht (Tonnen) | Flugbewegungen |
| ----- | ----------------- | ------------------- | -------------- |
| 2024* | 33.750            | 0,000               | 2.728          |
| 2023  | 41.463            | 0,000               | 3.422          |
| 2022  | 40.978            | 0,000               | 3.498          |
| 2021  | 35.412            | 0,000               | 3.266          |
| 2020  | 23.557            | 0,000               | 2.596          |
| 2019  | 37.728            | 0,000               | 3.328          |
| 2018  | 31.224            | 0,000               | 2.992          |
| 2017  | 10.570            | 0,000               | 1.376          |
| 2016  | 159               | 0,000               | 84             |
| 2015  | 15                | 0,000               | 28             |
| 2014  | 1.554             | 0,000               | 300            |
| 2013  | 2.938             | 0,000               | 682            |
| 2012  | 8.900             | 0,000               | 1.106          |
| 2011  | 25.318            | 0,200               | 2.636          |
| 2010  | 10.999            | 0,000               | 1.349          |

* 2024: Vorläufige Daten